# Ленинский район (Иваново)
Ле́нинский райо́н — внутригородской район города Иваново.

## История
Образован с введением в мае 1936 года административного деления на районы. Назван в честь В. И. Ленина. В 1979 году восточная часть территории района, расположенная на левом берегу Уводи, отошла к Советскому району.

## География
Район занимает центральную и южную часть города. От Советского и Октябрьского районов его отделяет река Уводь. Граница с Фрунзенским районом проходит по улицам: проспект Ленина, Аптечный переулок, улица Смирнова, Лежневская улица.

## Экономика
На территории района располагается ряд крупных предприятий: Хлебокомбинат № 3, Комбинат им. Самойлова, Ивановская ТЭЦ-2, Гипермаркет «Евролэнд» (Бывший Камвольный комбинат), ТЦ «Тополь», фабрика трикотажных изделий «Ланика» и другие.

## Управление
В районе находится Администрация города Иваново, Правительство Ивановской области, ряд федеральных, государственных и муниципальных учреждений.

## Социальная сфера
В Ленинском районе расположена широкая сеть социально-культурных учреждений: школы, дошкольные и лечебные учреждения, библиотеки, музеи, театры («Дворец искусств»), филармония, кинотеатр «Искра — Deluxe». Много предприятий общественного питания, торговли, бытового обслуживания населения.

## Население
Ленинский район Иванова самый большой по численности населения.
| 1939     | 1959     | 1970     | 1979     | 1989     | 2002     | 2009     |
| -------- | -------- | -------- | -------- | -------- | -------- | -------- |
| 61 015   | ↗105 727 | ↗151 297 | ↘149 224 | ↗162 916 | ↘155 948 | ↘148 333 |
| 2010     | 2012     | 2013     | 2014     | 2015     | 2016     | 2017     |
| ↗149 533 | ↘149 457 | ↗149 632 | ↘149 101 | ↘149 041 | ↘148 372 | ↘147 914 |
| 2018     | 2019     | 2020     | 2021     |          |          |          |
| ↘147 445 | ↘147 038 | ↘146 983 | ↘131 635 |          |          |          |